# UHM
株式会社UHM（ユーエイチエム）は、かつて存在した東京都千代田区に本社を置くホテル・レストランを運営する企業。野村不動産グループに属し、野村不動産ホテルズと統合したことで消滅した。

## 運営していたホテル
- 東京グリーンホテル後楽園
- 庭のホテル東京

## グループ関係にあるホテル
- THE SAIHOKUKAN HOTEL
- NOHGA HOTEL UENO TOKYO

## 沿革
- 1935年（昭和10年）6月 - 神田区三崎町（現・千代田区神田三崎町）に旅館森田館を開業。
- 1938年（昭和13年）8月 - 神田区淡路町（現・千代田区神田淡路町）に旅館佐々喜を開業。
- 1950年（昭和25年）4月 - 東京旅館株式会社設立。
- 1970年（昭和45年）5月 - 旅館佐々喜跡地に東京グリーンホテル淡路町を開業。
- 1972年（昭和47年）10月 - 株式会社東京グリーンホテルに商号を変更。
- 1973年（昭和48年）2月 - 旅館森田館跡地に東京グリーンホテル水道橋を開業。
- 1983年（昭和58年）6月 - 文京区後楽に東京グリーンホテル後楽園を開業。
- 1996年（平成8年）4月 - 東京グリーンホテル淡路町を、東京グリーンホテル御茶ノ水に名称変更。
- 2007年（平成19年） - 株式会社長野ホテル犀北館に資本参加[2]。
  - 4月 - 建て替えのため東京グリーンホテル水道橋を閉鎖。
- 2009年（平成21年）
  - 3月 - 株式会社UHMに商号を変更、東京グリーンホテル御茶ノ水を閉鎖。
  - 5月 - 東京グリーンホテル水道橋跡地に庭のホテル東京を開業。
- 2019年（平成31年）3月 - 野村不動産グループ入り[3][4]。
- 2022年 4月 - 野村不動産ホテルズと合併。